# 黃花線柱蘭
黃花線柱蘭（学名：Zeuxine flava）为蘭科線柱蘭屬下的一个种。

## 扩展阅读
- 維基物種上的相關：黃花線柱蘭